# Ellíðavatn
Il lago Ellíðavatn si trova nella regione occidentale di Höfuðborgarsvæðið, e nella coincidente contea di Kjósarsýsla, nella zona periferica della capitale dell'Islanda Reykjavík.

## Geografia
Il lago è collocato in una zona lavica e boschiva, attualmente attrezzata per escursioni in bicicletta o a piedi. Nei suoi pressi si trova l'area protetta di Heiðmörk.
Il lago è rifornito d'acqua da due piccoli immissari: il fiume Bugðá e il Suðurá, mentre il suo emissario sfocia direttamente nell'Oceano Atlantico, questi fiumi talvolta scaricano nelle acque del lago grandi quantità di zolfo derivato da eruzioni dei numerosi vulcani presenti a monte.

## Storia
Nel 1928 fu costruito il primo argine per realizzare la prima centrale idroelettrica a servizio della capitale Reykjavík. L'impianto è ancora esistente, ma oggi è adibito a museo.

## Curiosità
È uno tra i dieci laghi del Paese con maggior quantità di salmoni e trote presenti nelle sue acque.